# Estêvão de Vasconcelos
José Estêvão Brosselard Pais de Vasconcelos (Olhão, 13 de novembro de 1868 — Lisboa, 15 de maio de 1917) foi um médico e político português.

## Biografia
Estêvão de Vasconcelos estudou na Escola Médico-Cirúrgica de Lisboa, tendo concluído a licenciatura em 1894. Aderiu ao Partido Republicano Português ainda durante o curso de medicina, tendo colaborado em órgãos da imprensa partidária, como A Pátria, A Vanguarda e O Mundo.
Foi presidente da Comissão Municipal Republicana de Lisboa, em 1900, candidato a deputado pela capital, em 1901, e membro do Diretório do Partido Republicano, em 1902. Entre 1903 e 1910, desempenhou funções de médico municipal em Vila Real de Santo António, o que lhe deu a possibilidade de reorganizar o Partido Republicano no Algarve. Em 1908, foi eleito deputado republicano por Setúbal. Nessa altura, apresentou a proposta de Lei de Acidentes no Trabalho, que, mais tarde, veio a aprovar enquanto ministro e que foi considerada das mais progressistas da Europa.
Após a implantação da República Portuguesa, Estêvão de Vasconcelos foi eleito deputado à Assembleia Nacional Constituinte de 1911, foi ministro do Fomento no governo liderado por João Chagas e, mais tarde, senador pelo distrito de Beja. Foi ainda administrador da Caixa Geral de Depósitos.
Participou em vários congressos e tem numerosos trabalhos publicados sobre o combate à tuberculose e sobre questões de higiene.